# جب الكجلي
جب الكجلي قرية سوريّة تتبع إداريّاً لمحافظة حلب منطقة منبج ناحية أبو قلقل، وقد بلغ تعداد سكانها 1,233 نسمة حسب التعداد السكاني لعام 2004.